# Trigonidium ammonga
Trigonidium ammonga är en insektsart som först beskrevs av Otte, D. och R.D. Alexander 1983.  Trigonidium ammonga ingår i släktet Trigonidium och familjen syrsor. Inga underarter finns listade i Catalogue of Life.